# Liste des puits situés à La Ricamarie
Cet article liste les puits de mines et les fendues du bassin houiller de la Loire situés sur le territoire de La Ricamarie.

## Liste des puits
| Nom du puits ou de la fendue                 | No  | Compagnie                                     | Commune      | Géolocalisation             |
| -------------------------------------------- | --- | --------------------------------------------- | ------------ | --------------------------- |
| Puits Abraham (ou de la Pompe)               |     |                                               | La Ricamarie | 45° 24′ 37″ N, 4° 22′ 19″ E |
| Puits Abraham no 1                           |     |                                               | La Ricamarie | Non géolocalisé             |
| Puits Abraham no 2                           |     |                                               | La Ricamarie | 45° 24′ 36″ N, 4° 22′ 15″ E |
| Puits Abraham no 3                           |     |                                               | La Ricamarie | 45° 24′ 33″ N, 4° 22′ 15″ E |
| Puits Abraham no 4                           |     |                                               | La Ricamarie | 45° 24′ 37″ N, 4° 22′ 19″ E |
| Puits Bayon no 1                             |     |                                               | La Ricamarie | 45° 24′ 38″ N, 4° 22′ 20″ E |
| Puits Bayon no 2                             |     |                                               | La Ricamarie | 45° 24′ 44″ N, 4° 22′ 22″ E |
| Puits Bayon no 1                             |     |                                               | La Ricamarie | 45° 24′ 42″ N, 4° 22′ 16″ E |
| Puits Bayon no 2                             |     |                                               | La Ricamarie | 45° 24′ 42″ N, 4° 22′ 17″ E |
| Puits Bayon no 3                             |     |                                               | La Ricamarie | 45° 24′ 42″ N, 4° 22′ 18″ E |
| Puits Bayon no 4                             |     |                                               | La Ricamarie | 45° 24′ 40″ N, 4° 22′ 17″ E |
| Puits du Beaurie no 1                        |     |                                               | La Ricamarie | 45° 25′ 00″ N, 4° 22′ 09″ E |
| Puits du Beaurie no 2                        |     |                                               | La Ricamarie | 45° 25′ 01″ N, 4° 22′ 11″ E |
| Puits du Beaurie no 3                        |     |                                               | La Ricamarie | 45° 25′ 02″ N, 4° 22′ 14″ E |
| Puits Bel Air                                |     |                                               | La Ricamarie | 45° 24′ 33″ N, 4° 22′ 35″ E |
| Puits de la Béraudière no 1                  |     |                                               | La Ricamarie | 45° 24′ 55″ N, 4° 22′ 02″ E |
| Puits de la Béraudière no 2                  |     |                                               | La Ricamarie | 45° 24′ 56″ N, 4° 22′ 02″ E |
| Puits de la Béraudière no 3                  |     |                                               | La Ricamarie | 45° 24′ 57″ N, 4° 22′ 03″ E |
| Puits de la Béraudière no 4                  |     |                                               | La Ricamarie | 45° 24′ 59″ N, 4° 22′ 03″ E |
| Puits de la Béraudière no 5                  |     |                                               | La Ricamarie | 45° 25′ 01″ N, 4° 22′ 00″ E |
| Puits Bongran                                |     |                                               | La Ricamarie | 45° 24′ 38″ N, 4° 22′ 06″ E |
| Puits de la Brûlante                         |     |                                               | La Ricamarie | 45° 24′ 12″ N, 4° 21′ 32″ E |
| Puits Brûlante no 1                          |     |                                               | La Ricamarie | 45° 24′ 11″ N, 4° 21′ 33″ E |
| Puits Brûlante no 2                          |     |                                               | La Ricamarie | 45° 24′ 11″ N, 4° 21′ 36″ E |
| Puits Brûlante no 3                          |     |                                               | La Ricamarie | 45° 24′ 10″ N, 4° 21′ 37″ E |
| Puits Brûlante no 4                          |     |                                               | La Ricamarie | 45° 24′ 11″ N, 4° 21′ 42″ E |
| Puits des Brûlantes                          |     |                                               | La Ricamarie | 45° 24′ 28″ N, 4° 22′ 16″ E |
| Puits du Vieux Brûlé                         |     |                                               | La Ricamarie | 45° 24′ 44″ N, 4° 22′ 05″ E |
| Puits du Brûlé no 1                          |     |                                               | La Ricamarie | 45° 24′ 36″ N, 4° 21′ 51″ E |
| Puits du Brûlé no 2                          |     |                                               | La Ricamarie | 45° 24′ 41″ N, 4° 22′ 08″ E |
| Puits Neuf du Brûlé                          |     |                                               | La Ricamarie | 45° 24′ 52″ N, 4° 22′ 05″ E |
| Puits Caintin                                | 211 | Houillères de Montrambert et de la Béraudière | La Ricamarie | 45° 24′ 36″ N, 4° 21′ 57″ E |
| Puits Chaumier                               |     |                                               | La Ricamarie | 45° 24′ 37″ N, 4° 22′ 00″ E |
| Puits Chauvetière                            |     |                                               | La Ricamarie | 45° 24′ 50″ N, 4° 22′ 58″ E |
| Puits Chauvetière                            |     |                                               | La Ricamarie | 45° 25′ 06″ N, 4° 22′ 45″ E |
| Puits Chauvetière no 1                       |     |                                               | La Ricamarie | 45° 25′ 05″ N, 4° 22′ 47″ E |
| Puits Chauvetière no 2                       |     |                                               | La Ricamarie | 45° 24′ 52″ N, 4° 22′ 49″ E |
| Fendue Combes                                | 220 | Houillères de Montrambert et de la Béraudière | La Ricamarie |                             |
| Puits des Combes                             | 201 | Houillères de Montrambert et de la Béraudière | La Ricamarie | 45° 24′ 51″ N, 4° 21′ 50″ E |
| Puits des Combes no 5                        |     |                                               | La Ricamarie | 45° 24′ 40″ N, 4° 21′ 18″ E |
| Puits du Crêt de Mars                        | 213 | Houillères de Montrambert et de la Béraudière | La Ricamarie | 45° 24′ 56″ N, 4° 22′ 24″ E |
| Puits Delaynaud no 1                         | 216 | Houillères de Montrambert et de la Béraudière | La Ricamarie | 45° 24′ 22″ N, 4° 22′ 18″ E |
| Puits Delaynaud no 2                         |     | Houillères de Montrambert et de la Béraudière | La Ricamarie | 45° 24′ 25″ N, 4° 22′ 17″ E |
| Puits Delaynaud no 3                         |     | Houillères de Montrambert et de la Béraudière | La Ricamarie | 45° 24′ 27″ N, 4° 22′ 17″ E |
| Puits Delaynaud no 1                         |     | Houillères de Montrambert et de la Béraudière | La Ricamarie | 45° 24′ 20″ N, 4° 22′ 18″ E |
| Puits Delaynaud no 2                         |     | Houillères de Montrambert et de la Béraudière | La Ricamarie | 45° 24′ 25″ N, 4° 22′ 17″ E |
| Puits Devillaine no 1                        | 208 | Houillères de Montrambert et de la Béraudière | La Ricamarie | 45° 24′ 11″ N, 4° 21′ 18″ E |
| Puits Devillaine no 2                        |     | Houillères de Montrambert et de la Béraudière | La Ricamarie | 45° 24′ 23″ N, 4° 22′ 15″ E |
| Puits Dyèvre                                 | 205 | Houillères de Montrambert et de la Béraudière | La Ricamarie |                             |
| Puits Ferrouillat                            |     |                                               | La Ricamarie | 45° 25′ 01″ N, 4° 22′ 37″ E |
| Puits des Genests                            |     |                                               | La Ricamarie | 45° 24′ 31″ N, 4° 22′ 26″ E |
| Puits des Genests no 1                       |     |                                               | La Ricamarie | 45° 24′ 30″ N, 4° 22′ 27″ E |
| Puits des Genests no 2                       |     |                                               | La Ricamarie | 45° 24′ 35″ N, 4° 22′ 31″ E |
| Puits du Gros Morol                          |     |                                               | La Ricamarie | 45° 24′ 19″ N, 4° 21′ 42″ E |
| Puits des Hautes Littes                      | 215 | Houillères de Montrambert et de la Béraudière | La Ricamarie | 45° 24′ 27″ N, 4° 21′ 23″ E |
| Puits de l'Hospice                           |     |                                               | La Ricamarie | 45° 24′ 24″ N, 4° 21′ 28″ E |
| Puits des Hospices                           |     |                                               | La Ricamarie | 45° 24′ 28″ N, 4° 21′ 41″ E |
| Puits des Hospices no 1                      |     |                                               | La Ricamarie | 45° 24′ 25″ N, 4° 21′ 44″ E |
| Puits des Hospices no 2                      |     |                                               | La Ricamarie | 45° 24′ 27″ N, 4° 21′ 46″ E |
| Puits des Hospices no 3                      |     |                                               | La Ricamarie | 45° 24′ 27″ N, 4° 21′ 48″ E |
| Puits des Littes                             |     |                                               | La Ricamarie | 45° 24′ 22″ N, 4° 21′ 37″ E |
| Puits Lyon                                   | 214 | Houillères de Montrambert et de la Béraudière | La Ricamarie | 45° 24′ 16″ N, 4° 21′ 09″ E |
| Puits Maigre                                 |     |                                               | La Ricamarie | 45° 24′ 10″ N, 4° 21′ 35″ E |
| Puits de la Manque (ou Neuf)                 |     |                                               | La Ricamarie | 45° 24′ 34″ N, 4° 21′ 58″ E |
| Puits Marseille                              | 204 | Houillères de Montrambert et de la Béraudière | La Ricamarie |                             |
| Puits le Mas no 1                            |     |                                               | La Ricamarie | 45° 24′ 33″ N, 4° 22′ 04″ E |
| Puits le Mas no 2                            |     |                                               | La Ricamarie | 45° 24′ 33″ N, 4° 22′ 06″ E |
| Puits des Maures no 1                        |     |                                               | La Ricamarie | 45° 24′ 49″ N, 4° 21′ 30″ E |
| Puits des Maures no 2                        |     |                                               | La Ricamarie | 45° 24′ 51″ N, 4° 21′ 33″ E |
| Puits des Maures no 3                        |     |                                               | La Ricamarie | 45° 24′ 52″ N, 4° 21′ 38″ E |
| Puits des Maures no 4                        |     |                                               | La Ricamarie | 45° 24′ 54″ N, 4° 21′ 40″ E |
| Puits des Maures no 5                        |     |                                               | La Ricamarie | 45° 24′ 55″ N, 4° 21′ 43″ E |
| Puits des Maures no 6                        |     |                                               | La Ricamarie | 45° 24′ 55″ N, 4° 21′ 47″ E |
| Puits des Maures no 7                        |     |                                               | La Ricamarie | 45° 24′ 49″ N, 4° 21′ 40″ E |
| Puits des Maures no 8                        |     |                                               | La Ricamarie | 45° 24′ 49″ N, 4° 21′ 42″ E |
| Puits Mélitine                               |     |                                               | La Ricamarie | 45° 24′ 25″ N, 4° 22′ 22″ E |
| Puits Mélitine                               |     |                                               | La Ricamarie | 45° 24′ 24″ N, 4° 22′ 21″ E |
| Puits du Montcel no 1                        |     |                                               | La Ricamarie | 45° 24′ 28″ N, 4° 21′ 46″ E |
| Puits du Montcel no 2                        |     |                                               | La Ricamarie | 45° 24′ 28″ N, 4° 21′ 50″ E |
| Puits de l'Ondaine                           | 210 | Houillères de Montrambert et de la Béraudière | La Ricamarie | 45° 24′ 13″ N, 4° 21′ 20″ E |
| Puits Peyret no 1                            |     |                                               | La Ricamarie | 45° 24′ 24″ N, 4° 22′ 26″ E |
| Puits Peyret no 2 (ou Courbon)               |     |                                               | La Ricamarie | 45° 24′ 24″ N, 4° 22′ 31″ E |
| Puits Peyret no 3 (ou de la Croix de l'Orme) |     |                                               | La Ricamarie | 45° 24′ 26″ N, 4° 22′ 37″ E |
| Puits Pigeot                                 | 200 | Houillères de Montrambert et de la Béraudière | La Ricamarie | 45° 24′ 11″ N, 4° 21′ 15″ E |
| Puits Pinatelle no 1                         |     |                                               | La Ricamarie | 45° 24′ 43″ N, 4° 21′ 19″ E |
| Puits Pinatelle no 2                         |     |                                               | La Ricamarie | 45° 24′ 41″ N, 4° 21′ 21″ E |
| Puits Pinatelle no 3                         |     |                                               | La Ricamarie | 45° 24′ 42″ N, 4° 21′ 24″ E |
| Puits Pinatelle no 4                         |     |                                               | La Ricamarie | 45° 24′ 43″ N, 4° 21′ 25″ E |
| Puits Pinatelle no 5                         |     |                                               | La Ricamarie | 45° 24′ 44″ N, 4° 21′ 27″ E |
| Puits Pinatelle no 6                         |     |                                               | La Ricamarie | 45° 24′ 45″ N, 4° 21′ 28″ E |
| Puits Pinatelle no 7                         |     |                                               | La Ricamarie | 45° 24′ 46″ N, 4° 21′ 19″ E |
| Puits Pinatelle no 8                         |     |                                               | La Ricamarie | 45° 24′ 46″ N, 4° 21′ 21″ E |
| Puits Saint Dominique                        | 206 | Houillères de Montrambert et de la Béraudière | La Ricamarie | 45° 24′ 44″ N, 4° 22′ 27″ E |
| Puits Saint Joseph                           | 207 | Houillères de Montrambert et de la Béraudière | La Ricamarie | 45° 24′ 31″ N, 4° 22′ 21″ E |
| Puits Saint Mathieux                         |     |                                               | La Ricamarie | 45° 24′ 25″ N, 4° 21′ 36″ E |
| Puits Saint Mathieux                         |     |                                               | La Ricamarie | 45° 24′ 27″ N, 4° 21′ 36″ E |
| Puits Saint Pierre                           | 212 | Houillères de Montrambert et de la Béraudière | La Ricamarie | 45° 24′ 25″ N, 4° 21′ 29″ E |
| Puits Saint Pierre                           |     |                                               | La Ricamarie | 45° 24′ 22″ N, 4° 21′ 29″ E |
| Puits Saint Victor                           |     |                                               | La Ricamarie | 45° 24′ 38″ N, 4° 22′ 24″ E |
| Puits Saint Vincent                          |     |                                               | La Ricamarie | 45° 24′ 44″ N, 4° 22′ 20″ E |
| Puits Salomon                                |     |                                               | La Ricamarie | 45° 24′ 18″ N, 4° 21′ 41″ E |
| Puits Salomon no 1                           |     |                                               | La Ricamarie | 45° 24′ 33″ N, 4° 21′ 41″ E |
| Puits Salomon no 2                           |     |                                               | La Ricamarie | 45° 24′ 33″ N, 4° 21′ 42″ E |
| Puits Sauzéa                                 |     |                                               | La Ricamarie | 45° 24′ 37″ N, 4° 21′ 56″ E |
| Puits Vallon no 1                            |     |                                               | La Ricamarie | 45° 24′ 16″ N, 4° 21′ 55″ E |
| Puits Vallon no 2                            |     |                                               | La Ricamarie | 45° 24′ 16″ N, 4° 21′ 59″ E |
| Puits Vallon no 3                            |     |                                               | La Ricamarie | 45° 24′ 14″ N, 4° 21′ 55″ E |
| Puits de Vianne                              |     |                                               | La Ricamarie | 45° 24′ 47″ N, 4° 21′ 33″ E |
| Galerie no 21                                |     |                                               | La Ricamarie | 45° 24′ 42″ N, 4° 22′ 07″ E |